# DLA Piper
DLA Piper er et multinationalt amerikansk advokatfirma med kontorer i over 40 lande og over 4.000 jurister.
DLA Piper blev etableret i 2005 ved en fusion imellem tre advokatfirmaer: Gray Cary Ware & Freidenrich LLP, Piper Rudnick LLP og DLA LLP.
I Danmark blev LETT advokatpartnerselskab en del af DLA Piper i maj 2017. DLA Piper Denmark har afdelinger i København og Aarhus.